# Chloronia mirifica
Chloronia mirifica là một loài côn trùng trong họ Corydalidae thuộc bộ Megaloptera. Loài này được Navás miêu tả năm 1925.